# 千金小姐酷奶爸
《千金小姐酷奶爸》（日语：せいなるめぐみ）是荒井切利的日本四格漫畫作品，自2009年5月號開始在芳文社的《Manga Time Kirara Carat》雜誌連載。中文版由東立出版社代理發行。於2016年6月發售的《Cherry etc. 荒井切利傑作集》下冊收錄《千金小姐酷奶爸》作品內容。

## 故事簡介
原本就讀於貴族女校的刑部聖，國中畢業後進入老家附近的公立高中就讀。聖的表妹一柳日和也就讀同一間高中，並藉由她介紹，認識了日和的青梅竹馬新宮光正與椿乙女。本作以4人有點奇特的日常生活為主題，是一部點綴戀愛喜劇要素的搞笑漫畫。

## 登場人物
刑部聖（声：松井惠理子）
名門資產家族「刑部家」千金，家族在老家附近經營旅館和百貨公司。就讀高中1年級。髮色為粉紅色，有點波浪捲，高窕、身材姣好的美少女。
國中就讀貴族女校「迷迭香女學院」，換新學校之後習慣還沒改過來，常識和感性和一般人有微妙的差異。表面上看起來是個懂得進退應對的氣質少女，實際上生活很普通，平易近人而且個性表裡不一。運動神經很好，並學過防身術。和日和是表姐妹關係，個性相近產生同性相斥效果，是經常吵架的朋友。
對將她從小照顧到大的惠抱持著接近愛情的崇拜感，在惠的面前會裝可愛。被味覺異於常人的惠養大，因此味覺也和惠一樣驚人。
一柳日和（声：黑泽朋世）
聖的表妹，就讀高中1年級。綁馬尾，髮色為深藍色。
身材矮小，像小學生一樣，個性開朗、可靠。和聖因為同性相斥而時常吵架，但比聖有常識的多，常負責吐槽。
母親死後父親再婚，很疼新生下來的妹妹，家族相處和睦。
中餐都吃自己帶來的飯糰，裡面包著一般不會拿來作飯團的食材。
新宮光正
日和的青梅竹馬，高1男生。身高很高，髮色為灰色，外表相當美型。
個性認真善良，個性純情但有點懦弱，小時候因此常被欺負。附近小有名氣的「新宮醫院」少爺，但身體、成績都不是很好，對此感到十分在意。
對聖一見鍾情，聖卻不把他當成異性看待，讓他覺得很煩惱。
椿乙女
日和與光正的青梅竹馬，高1女生。長髮及腰的和風美少女。
心理想說的話都悶在心裡，讓她給人安靜少女的印象。不常說話，但內心話的場面很多。
老牌旅館「椿旅館」的女兒，因為「大小姐的自尊心」而對刑部聖抱有著對抗心態，但因為個性膽小說不出口，表面上兩人看起來感情很好。小學時期與日和及光正同校，升上不同國中後就沒再見過面，直到3年後升上高中後3人才重逢。乙女有參加「迷迭香女學院」入學測驗，卻沒能考上，是造成她對對聖不滿的原因之一。
某個事件後產生百合屬性，開始在意聖與日和，特別是聖常讓她游移在對抗心與好感之間。
仁禮惠
負責照顧聖生活起居的青年。年齡不明，高大的帥哥。精通各種家事的超級主夫，但因為味覺異常，做出來的料理很難吃。

## 出版書籍
| 冊數 | 芳文社         | 芳文社                 | 東立出版社    | 東立出版社             |
| 冊數 | 發售日期       | ISBN                   | 發售日期      | ISBN                   |
| ---- | -------------- | ---------------------- | ------------- | ---------------------- |
| 1    | 2010年6月26日  | ISBN 978-4-8322-7920-9 | 2011年9月2日  | ISBN 978-986-10-7904-2 |
| 2    | 2011年12月26日 | ISBN 978-4-8322-4095-7 | 2013年2月21日 | ISBN 978-986-10-9384-0 |